# Andrij Wedenmiejer
Andrij Pawłowycz Wedenmiejer (ukr. Андрій Павлович Веденмеєр;  ur. 24 listopada 1971 w Simejizie) – ukraiński wspinacz sportowy. Specjalizował się w prowadzeniu oraz we wspinaczce na czas. Mistrz świata we wspinaczce sportowej na czas z 1995 z Genewy.

## Kariera sportowa
W 1995 w szwajcarskiej Genewie wywalczył tytuł mistrza świata we wspinaczce sportowej, w konkurencji na czas, w finale pokonał Czecha Milana Beniana.
W 1996 w Paryżu na mistrzostwach Europy wywalczył złoty medal, w finale pokonał Francuza Mathieu Dutray.
Wielokrotny uczestnik, medalista festiwalu wspinaczkowego Rock Master, który corocznie odbywa się na słynnych ścianach wspinaczkowych w Arco, gdzie był zapraszany przez organizatora zawodów. W 1999 na tych zawodach wspinaczkowych zdobył brązowy medal w konkurencji wspinaczki na czas.

## Osiągnięcia

### Mistrzostwa świata
| Konkurencje  | 1993 | 1995 | 1997 | 1999 | 2001 |
| Prowadzenie  | 51   | 20   | 32   | 77   | 18   |
| Wsp. na czas | 9    | 1    | 9    | 4    | 33   |

### Mistrzostwa Europy
| Konkurencje  | 1996 | 1998 | 2000 |
| Prowadzenie  | 56   | 55   | 27   |
| Wsp. na czas | 1    | 31   | 7    |

### Rock Master
| Konkurencje  | 1999 | 2000 | 2001 |
| Bouldering   | —    | 9    | 5    |
| Wsp. na czas | 3    | 7    | 4    |